# Unbestechlichkeit
Unbestechlichkeit ist die menschliche Fähigkeit, einem verlockenden Angebot zu widerstehen. Dieses Angebot ist allermeist materieller Natur (Geld, Macht), soll den zu Bestechenden von seinem eigentlichen Vorhaben abbringen bzw. im Interesse des Bestechenden handeln lassen, in jedem Fall aber zu einer Entscheidungsabhängigkeit führen. Unbestechlich ist, wer die eigenen moralischen und ethischen Wertvorstellungen höher einschätzt als jeden persönlichen Vorteil.